# Букове (Опольське воєводство)
Букове (пол. Bukowie, нім. Buchwald) — село в Польщі, у гміні Вількув Намисловського повіту Опольського воєводства.
Населення — 688 осіб (2011).

## Демографія
Демографічна структура станом на 31 березня 2011 року:
|          | Загалом | Допрацездатний вік | Працездатний вік | Постпрацездатний вік |
| -------- | ------- | ------------------ | ---------------- | -------------------- |
| Чоловіки | 348     | 85                 | 241              | 22                   |
| Жінки    | 340     | 82                 | 195              | 63                   |
| Разом    | 688     | 167                | 436              | 85                   |